# Sekhukhune United Football Club 2024-2025
Questa voce raccoglie i dati riguardanti il Sekhukhune United Football Club nelle competizioni ufficiali della stagione 2024-2025.

## Stagione
Nella stagione precedente hanno terminato al quarto posto della classifica, ottenendo dunque una storica qualificazione alla Coppa della Confederazione CAF 2024-2025.
Inoltre, hanno avuto l'accesso alla MTN 8 2024, nella quale sono stati eliminati al primo turno dai Cape Town Spurs.

## Rosa
Aggiornata al 6 agosto 2024.
| N. |                      | Ruolo | Calciatore           |
| -- | -------------------- | ----- | -------------------- |
| 1  | Namibia (bandiera)   | P     | Lloyd Kazapua        |
| 4  | Sudafrica (bandiera) | D     | Daniel Cardoso       |
| 5  | Sudafrica (bandiera) | D     | Ryan Baartman        |
| 6  | Sudafrica (bandiera) | C     | Lehlohonolo Mtshali  |
| 7  | Sudafrica (bandiera) | A     | Keletso Makgalwa     |
| 8  | Sudafrica (bandiera) | C     | Jamie Webber         |
| 10 | Sudafrica (bandiera) | A     | Vusimuzi Mncube      |
| 12 | Sudafrica (bandiera) | A     | Shaune Mogaila       |
| 13 | Sudafrica (bandiera) | A     | Abbey Seseane        |
| 14 | Sudafrica (bandiera) | D     | Sikhosonke Langa     |
| 15 | Sudafrica (bandiera) | C     | Siphesihle Mkhize    |
| 16 | Sudafrica (bandiera) | P     | Renaldo Leaner       |
| 18 | Sudafrica (bandiera) | C     | Thabang Monare       |
| 21 | Sudafrica (bandiera) | C     | Relebogile Mokhuoane |

| N. |                           | Ruolo | Calciatore        |
| -- | ------------------------- | ----- | ----------------- |
| 23 | Sudafrica (bandiera)      | C     | Linda Mntambo     |
| 25 | Sudafrica (bandiera)      | C     | Miguel Dias       |
| 27 | Sudafrica (bandiera)      | D     | Katlego Mkhabela  |
| 28 | Sudafrica (bandiera)      | D     | Njabulo Ngcobo    |
| 29 | RD del Congo (bandiera)   | D     | Trésor Yamba      |
| 30 | Costa d'Avorio (bandiera) | P     | Badra Ali Sangaré |
| 34 | Nigeria (bandiera)        | A     | Chibuike Ohizu    |
| 35 | Sudafrica (bandiera)      | D     | Pogiso Mahlangu   |
| 40 | Sudafrica (bandiera)      | C     | Kgomotso Mosadi   |
| 48 | Sudafrica (bandiera)      | A     | Keletso Sifama    |
|    | Lesotho (bandiera)        | C     | Teboho Letsema    |
|    | Sudafrica (bandiera)      | A     | Tiklas Thutlwa    |
|    | Sudafrica (bandiera)      | A     | Zaphaniah Mbokoma |
|    | RD del Congo (bandiera)   | A     | Andy Boyeli       |

## Risultati

### Premier Division
| 18 settembre 2024, ore N/D CEST 3º giornata | Sekhukhune United | 1 – 0 | Magesi |  |

| 25 settembre 2024, ore N/D CEST 2º giornata | Chippa United | 1 – 1 | Sekhukhune United |  |

| 28 settembre 2024, ore N/D CEST 3º giornata | Sekhukhune United | 2 – 0 | Golden Arrows |  |

### MTN 8
| 10 agosto 2024, ore N/D CEST Primo turno | Sekhukhune United | 0 – 1 | Cape Town City |  |

### Coppa di Lega sudafricana
| 20 ottobre 2024, ore 17:30 CEST Primo turno | Richards Bay | 1 – 0 | Sekhukhune United |  |

### CAF Confederation CUP
| 14 settembre 2024, ore N/D CEST Secondo turno (Andata) | Desportivo Lunda Sul | 1 – 0 | Sekhukhune United |  |

| 21 settembre 2024, ore N/D CEST Secondo turno (Ritorno) | Sekhukhune United | 2 – 1 | Desportivo Lunda Sul |  |

## Statistiche
Aggiornate al 3 agosto 2024 

### Statistiche di squadra
| Competizione        | Punti | In casa | In casa | In casa | In casa | In casa | In casa | In trasferta | In trasferta | In trasferta | In trasferta | In trasferta | In trasferta | Totale | Totale | Totale | Totale | Totale | Totale | DR |
| Competizione        | Punti | G       | V       | N       | P       | Gf      | Gs      | G            | V            | N            | P            | Gf           | Gs           | G      | V      | N      | P      | Gf     | Gs     | DR |
| ------------------- | ----- | ------- | ------- | ------- | ------- | ------- | ------- | ------------ | ------------ | ------------ | ------------ | ------------ | ------------ | ------ | ------ | ------ | ------ | ------ | ------ | -- |
| Premier Division    | 0     | 0       | 0       | 0       | 0       | 0       | 0       | 0            | 0            | 0            | 0            | 0            | 0            | 0      | 0      | 0      | 0      | 0      | 0      | 0  |
| Coppa del Sudafrica | -     | 0       | 0       | 0       | 0       | 0       | 0       | 0            | 0            | 0            | 0            | 0            | 0            | 0      | 0      | 0      | 0      | 0      | 0      | 0  |
| Totale              | -     | 0       | 0       | 0       | 0       | 0       | 0       | 0            | 0            | 0            | 0            | 0            | 0            | 0      | 0      | 0      | 0      | 0      | 0      | 0  |

### Andamento in campionato
| Giornata  | 1 | 2 | 3 | 4 | 5 | 6 | 7 | 8 | 9 | 10 | 11 | 12 | 13 | 14 | 15 | 16 | 17 | 18 | 19 | 20 | 21 | 22 | 23 | 24 | 25 | 26 | 27 | 28 | 29 | 30 | 31 | 32 | 33 | 34 | 35 | 36 | 37 | 38 |
| --------- | - | - | - | - | - | - | - | - | - | -- | -- | -- | -- | -- | -- | -- | -- | -- | -- | -- | -- | -- | -- | -- | -- | -- | -- | -- | -- | -- | -- | -- | -- | -- | -- | -- | -- | -- |
| Luogo     | T | C |   |   |   |   |   |   |   |    |    |    |    |    |    |    |    |    |    |    |    |    |    |    |    |    |    |    |    |    |    |    |    |    |    |    |    |    |
| Risultato |   |   |   |   |   |   |   |   |   |    |    |    |    |    |    |    |    |    |    |    |    |    |    |    |    |    |    |    |    |    |    |    |    |    |    |    |    |    |
| Posizione |   |   |   |   |   |   |   |   |   |    |    |    |    |    |    |    |    |    |    |    |    |    |    |    |    |    |    |    |    |    |    |    |    |    |    |    |    |    |

Legenda:

Luogo: C = Casa; T = Trasferta. Risultato: V = Vittoria; N = Pareggio; P = Sconfitta.